# Кривки (Полтавський район)
Кри́вки —  село в Україні, у Решетилівській міській громаді Полтавського району Полтавської області. Населення становить 153 осіб. До 2020 орган місцевого самоврядування — Покровська сільська рада.

## Географія
Село Кривки знаходиться на лівому березі річки Говтва, вище за течією на відстані 1,5 км розташоване село Потеряйки, нижче за течією на відстані 1,5 км розташоване селище Покровське, на протилежному березі - село Шишацьке. Поруч проходить автомобільна дорога Т 1721.

## Історія
12 червня 2020 року, відповідно до розпорядження Кабінету Міністрів України № 721-р «Про визначення адміністративних центрів та затвердження територій територіальних громад Полтавської області», село увійшло до складу Решетилівської міської громади.
19 липня 2020 року, в результаті адміністративно - територіальної реформи та ліквідації Решетилівського району, село увійшло до складу новоутвореного Полтавського району Полтавської області.